# شورلت کوروت (نسل چهارم-سی۴)

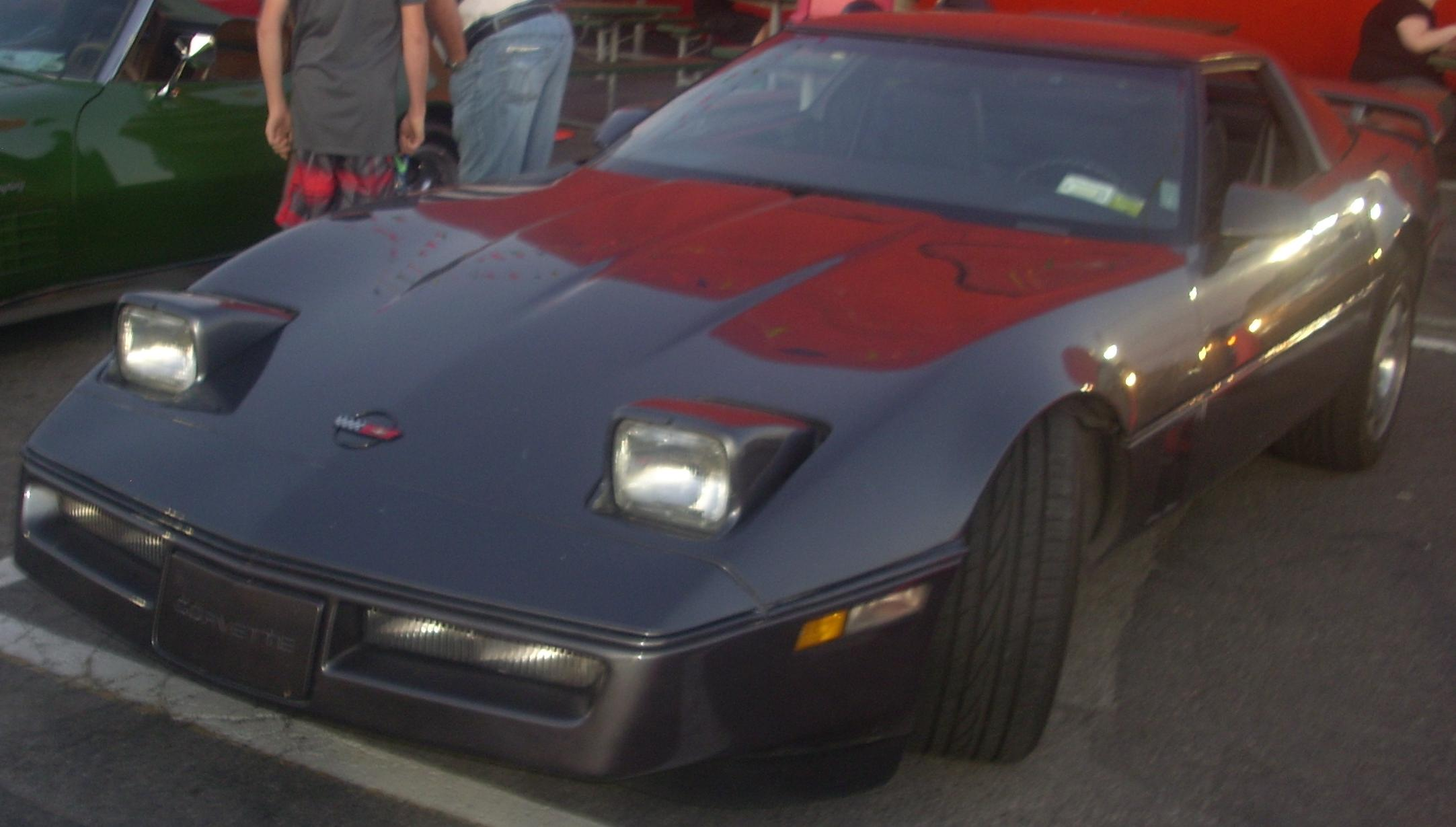

شورولت کوروت (نسل چهارم-سی۴) (Chevrolet Corvette (fourth generation-C4)) خودرویی است که در سال‌های ۱۹۸۳–۱۹۹۶در ایالات متحده آمریکا تولید شده‌است.
این خودرو در کلاس خودرو اسپورت قرار گرفته، طراحی آن خودروهای موتور وسط-محور عقب بوده طول آن در حالت طبیعی ۱۷۶٫۵ اینچ (۴٬۴۸۰ میلیمتر)، عرض آن در حالت طبیعی ۷۱٫۰ اینچ (۱٬۸۰۰ میلیمتر) و  ارتفاع آن در حالت طبیعی ۴۶٫۷ اینچ (۱٬۱۹۰ میلیمتر)(برای کوپه)  است. 